# گابریل دیمون
گابریل دیمون (انگلیسی: Gabriel Damon؛ زادهٔ ۲۳ آوریل ۱۹۷۶) یک هنرپیشه، و تهیه‌کننده اهل ایالات متحده آمریکا است.

## گزیده فیلمشناسی
از فیلم‌ها یا برنامه‌های تلویزیونی که وی در آن نقش داشته‌است می‌توان به آثار زیر اشاره کرد.
- داستان‌های شگفت‌انگیز (مجموعه تلویزیونی ۱۹۸۵) (۱۹۸۵)
- خانه ما (مجموعه تلویزیونی ۱۹۸۶) (۱۹۸۶)
- طلوع خورشید تکیلا (فیلم) (۱۹۸۸)
- سرزمین قبل از تاریخ (۱۹۸۸)
- بی‌واچ (۱۹۸۹–۱۹۹۷)
- پیشتازان فضا: نسل بعدی (۱۹۸۹)
- مسائل اولیه (۱۹۸۹)
- د نیو لسی (۱۹۸۹–۱۹۹۰)
- پلیس آهنی ۲ (۱۹۹۰)
- مارپیچ آهن (۱۹۹۱)
- بخش فوریت‌های پزشکی (مجموعه تلویزیونی) (۱۹۹۷)